# Ammosperma
Ammosperma là chi thực vật có hoa trong họ Cải.